# 埃雷尼奥
埃雷尼奥（西班牙語：Ereño）是西班牙巴斯克自治区比斯开省的一个市镇。总面积11平方公里，总人口254人（2001年），人口密度23人/平方公里。